# ناحية صوران (حلب)
ناحية صوران إحدى نواحي سوريا تتبع إداريّاً لمحافظة حلب منطقة اعزاز ومركزها بلدة صوران، بلغ تعداد سكان الناحية 30,032 نسمة حسب التعداد السكاني لعام 2004.

## بلدات وقرى ناحية صوران
البل، براغيدة، دويبق، إحتيملات، حوار كلس، الجديدة، كفر بارجة، كفرة، كفرشوش، مريغل، العدية، راعل، شويرين، صوران، الظاهرية، اليمامة، اليعربية، الزيزفون،الطالبية، حرجلة.